# Fabio Grossi
Fabio Grossi (Milán, Italia, 3 de septiembre de 1967) es un atleta italiano retirado especializado en la prueba de 4x400 m, en la que consiguió ser subcampeón mundial en pista cubierta en 1995.

## Carrera deportiva
En el Campeonato Mundial de Atletismo en Pista Cubierta de 1995 ganó la medalla de plata en los relevos de 4x400 metros, tras Estados Unidos y por delante de Japón (bronce).